# Saralandż (Aragacotn)
Saralandż – wieś w Armenii, w prowincji Aragacotn. W 2011 roku liczyła 198 mieszkańców.